# Psilopsyche macqueeni
Psilopsyche macqueeni är en nattsländeart som beskrevs av Navás 1935. Psilopsyche macqueeni ingår i släktet Psilopsyche och familjen Philorheithridae. Inga underarter finns listade i Catalogue of Life.